# SS France (1961)
«Франс» («Франция») (англ. «SS France», также известный как «Норвегия» (англ. «SS Norway»)) — французский трансатлантический пассажирский паротурбинный лайнер, позже норвежское круизное судно.

## История
Океанский лайнер «France» построен в 1957 — 1960 годах и спущен на воду 11 мая 1960 года в присутствии Шарля де Голля и его супруги. 11 января 1962 года он окончательно сдан в эксплуатацию, а в первый круиз отправился через 8 дней, 19 января. «France» — самый большой (и один из самых технически совершенных) пассажирский лайнер своего времени.
В 1965 году лайнер снялся в кинокомедии «Жандарм в Нью-Йорке».
В 1974 году из-за финансовых проблем эксплуатация корабля прекратилась, и какое-то время он стоял у причала в порту Гавра. Отказ от эксплуатации корабля вызвал волну возмущения во французском обществе: об этом много писала пресса, проводились акции протеста, создавались общества по спасению лайнера. Певец Мишель Сарду записал «от лица» корабля песню «Le France», в которой есть такие слова: «Ne m’appelez plus jamais „France“, c’est ma dernière volonté». (рус. «Больше никогда не называйте меня «Франция», это моя последняя воля»).
Корабль впоследствии действительно был переименован: в 1977 году его купил миллионер из Саудовской Аравии Акрам Оджех. Двумя годами позднее он перепродал корабль американской круизной компании «Norwegian Cruise Lines», потеряв при этом три миллиона долларов.
Американцы переименовали лайнер в «Norway» и отреставрировали его для карибских круизов. Судно было подвергнуто переделкам, в частности лишилось половины силовой установки и двух валов. Также было надстроено две палубы, добавившие три с половиной сотни люксовых номеров. После этого корабль служил ещё более двух десятилетий.

## Происшествие 2003 года
25 мая 2003 года на борту стоявшего у причала в порту Майами «Norway» произошёл взрыв. При этом как минимум 4 члена экипажа погибли, ещё 21 член экипажа получил тяжёлые ранения. Эвакуация более 2000 пассажиров и более чем 900 членов экипажа прошла спокойно.

## Последние годы и утилизация
После аварии судно использовалось ещё несколько лет и даже получило (январь 2006 года) новое имя — «Blue Lady». Однако уже вскоре владельцы корабля начали поиск площадки, где он мог бы быть разобран. После судебных разбирательств было получено разрешение на утилизацию «Blue Lady» в Аланге, на территории индийского штата Гуджарат.
Разборка судна завершилась в начале 2009 года. 8 февраля того же года, на состоявшихся в Париже торгах носовая часть судна, весящая 4 тонны, была продана за 273 000 евро. На какое-то время её выставили на одной из набережных Парижа, а затем отвезли в Нормандию, чтобы установить на морском берегу.